# تل بهزاد
تل بهزاد مربوط به دوره ساسانیان است و در شهرستان شیراز، بخش ارژن، دهستان قره چمن، ۱۰۰ متری مانده به روستای چرامکان بالا، سمت راست راست جاده واقع شده و این اثر در تاریخ ۳۰ بهمن ۱۳۸۶ با شمارهٔ ثبت ۲۰۸۰۴ به‌عنوان یکی از آثار ملی ایران به ثبت رسیده است.